# Joan Padrós i Rubió
Joan Padrós i Rubió (Barcelona, 1 de desembre de 1869 - Arenas de San Pedro, Àvila, 1932) fou un dirigent esportiu i empresari català. Va ser un dels fundadors del Reial Madrid Club de Futbol i el primer president del club (1902-1904). Fou succeït en el càrrec pel seu germà Carles Padrós i Rubió. També fou president de la Federación Española de Clubs de Foot-ball.

## Biografia
Neix al carrer Bot numero 7 primer pis de Barcelona. Fill de Timoteu Padrós i Parals natural de Barcelona i Paula Rubió i Queraltó natural de Vilafranca del Penedès, els quals regentaven un comerç tèxtil a la capital catalana. El 1886 es traslladà a Madrid, on regentà, juntament amb el seu germà Carles, una botiga de teles anomenada Al Capricho, situada al número 48 del carrer Alcalà.
El 6 de març de 1902, al costat del seu germà Carles i antics membres del Foot Ball Club Sky, fundà el Madrid Foot Ball Club. Juan Padrós fou escollit en l'assemblea constitutiva primer president de l'entitat i fou l'encarregat dels tràmits de legalització del club. La primera seu social del club fou la rebotiga del seu propi comerç del carrer Alcalà.
Joan Padrós fou també futbolista del club durant aquests primers anys de vida de l'entitat.
Fou l'impulsor, juntament amb el seu germà Carles, del primer campionat estatal de futbol, la Copa Coronació, celebrada amb motiu de la coronació del rei Alfons XIII i disputada a Madrid l'any 1902. És el precedent de l'actual Copa del Rei de futbol. L'any 1903, essent president del Reial Madrid, el club guanyà el seu primer títol, el Campionat Regional Centre. El següent any abandonà la presidència del club, càrrec que ocupà el seu germà Carles.
Durant els inicis de la dècada de 1910 retornà breument al món del futbol en ser elegit president de la Federació Espanyola.